# Xenocompsa semipolita
Xenocompsa semipolita é uma espécie de cerambicídeo da tribo Achrysonini, com distribuição restrita ao Chile.